# Minamatská úmluva o rtuti

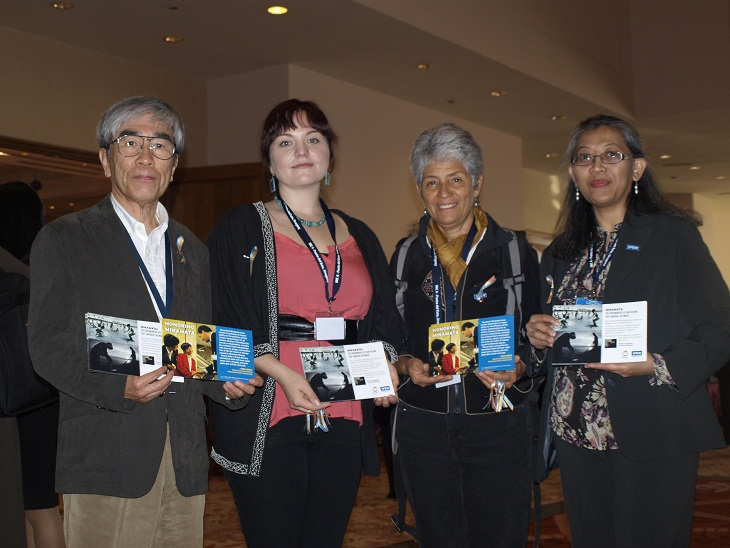
Mezinárodní síť pro eliminaci znečištění (IPEN) na INC4 v Punta del Este

Minamatská úmluva o rtuti je mezinárodní smlouva zaměřená na ochranu lidského zdraví a životního prostředí před negativním působením antropogenních emisí a uvolňováním rtuti a jejích sloučenin. Úmluva byla výsledkem tříletého jednání a vyjednávání, po nichž byl text úmluvy schválen delegáty zastupujícími téměř 140 zemí dne 19. ledna 2013 v Ženevě a přijat a podepsán později téhož roku dne 10. října 2013 na diplomatické konferenci v japonském Kumamotu. Konvence je pojmenována po japonském městě Minamata. Toto pojmenování má symbolický význam, protože město prošlo zničující otravou rtutí. Očekává se, že během několika příštích desetiletí tato mezinárodní dohoda pomůže snížit znečištění rtutí z lidských aktivit odpovědných za hlavní úniky rtuti do životního prostředí.
Pro dosažení svého cíle úmluva obsahuje ustanovení, která se týkají celého životního cyklu rtuti, včetně kontrol a omezení v řadě výrobků, procesů a průmyslových odvětví, kde se používá, anebo se z nich uvolňuje. Smlouva také řeší přímou těžbu rtuti, její vývoz a dovoz, její bezpečné skladování a bezpečné zajištění (likvidaci) odpadu obsahujícího rtuť.
Pro produkty obsahující rtuť, specifikované v úmluvě, byla v roce 2020 zakázána výroba, dovoz a vývoz, kromě případů, kdy země požádaly o výjimku na počáteční 5leté období. Mezi tyto produkty patří určité typy baterií, kompaktní zářivky, relé, mýdla a kosmetika, teploměry a přístroje na měření krevního tlaku. Úmluva upravuje také použití rtuti v amalgámových zubních výplních. Jejich používání má být postupně utlumeno.

## Historie jednání
Rtuť a její sloučeniny jsou již dlouho známé jako toxické pro lidské zdraví a životní prostředí. Na tento problém upozornily rozsáhlé otravy způsobené rtutí. Jejich důsledkem jsou nemoci Minamata a Niigata Minamata . V roce 1972 byli delegáti Stockholmské konference o životním prostředí svědky projevu japonské studentky střední školy Shinobu Sakamoto, která byla postižena v důsledku otravy methylrtutí v děloze matky. Krátce poté byl založen Program OSN pro životní prostředí (UN Environment, dříve UNEP). Shromáždění OSN pro životní prostředí (UNEA) rozhodlo promítnout vědecké znalosti o otravě rtutí do konkrétní politické úmluvy. V roce 2001 byl výkonný ředitel OSN pro životní prostředí vyzván řídící radou UNEA, aby zadal globální hodnocení rtuti a jejích sloučenin na lidské zdraví a životní prostředí, včetně vyhodnocení jejich zdrojů, dálkového transportu, jakož i technologií prevence a kontroly jejich úniků do prostředí.
V roce 2003 řídící rada zvážila toto hodnocení a zjistila, že existují dostatečné důkazy o významných globálních nepříznivých dopadech rtuti a jejích sloučenin, které opravňují k dalším mezinárodním akcím ke snížení z toho plynoucích rizik pro lidské zdraví a životní prostředí. Vlády byly vyzvány, aby přijaly cíle pro snížení emisí a úniků rtuti, a program OSN pro životní prostředí zahájil technickou pomoc a budování kapacit pro splnění těchto cílů.
V únoru 2009 se řídící rada UNEP rozhodla vyvinout globální právně závazný nástroj o rtuti.
Okamžitě byl ustaven mezivládní vyjednávací výbor (INC), jehož prostřednictvím země připravily text úmluvy. Procesu příprav se zúčastnily také zástupci průmyslu, mezivládních a nevládních organizací a přispěly sdílením názorů, zkušeností a technických odborných znalostí. Mezivládnímu vyjednávacímu výboru předsedal Fernando Lugris z Uruguaye s podporou Oddělení pro chemické látky a zdraví ekonomické divize OSN pro životní prostředí. INC uspořádalo pět zasedání, aby projednala a vyjednala globální dohodu o rtuti:
- INC 1, 7. až 11. června 2010, Stockholm, Švédsko[6]
- INC 2, 24. až 28. ledna 2011, v Chiba, Japonsko[7][8][9]
- INC 3, 31. října až 4. listopadu 2011, Nairobi, Keňa[10][11]
- INC 4, 27. června až 2. července 2012, v Punta del Este, Uruguay[12][13]
- INC 5, 13. až 18. ledna 2013, Ženeva, Švýcarsko[14][15]

Dne 19. ledna 2013 byla jednání uzavřena a téměř 140 vlád souhlasilo s návrhem textu úmluvy. Úmluva byla připravena k podpisu pro diplomatickou konferenci zplnomocněných zástupců vlád 10. října 2013 v japonském Kumamotu. Evropská unie a 86 zemí podepsalo úmluvu první den, kdy byla otevřena k podpisu. Dalších 5 zemí podepsalo úmluvu v poslední den diplomatické konference, 11. října 2013. Celkem má úmluva 128 signatářů.

## Seznam signatářů a stran
K září 2023 je 128 signatářů smlouvy a 147 států ji ratifikovalo.

Strany Minamatské úmluvy (stav ke konci roku 2021)

## Schůzky stran Minamatské úmluvy o rtuti
- COP-1 (Ženeva, Švýcarsko), 24.–29. září 2017[20]
- COP-2 (Ženeva, Švýcarsko), 19.–23. listopadu 2018[21]
- COP-3 (Ženeva, Švýcarsko), 25.–29. listopadu 2019[22]
- COP-4 (online; Bali, Indonésie), 1.–5. listopadu 2021 (první část), 21.–25. března 2022 (druhá část)[23]
- COP-5 (Ženeva, Švýcarsko), 30. října – 3. listopadu 2023[24]

## Česká republika

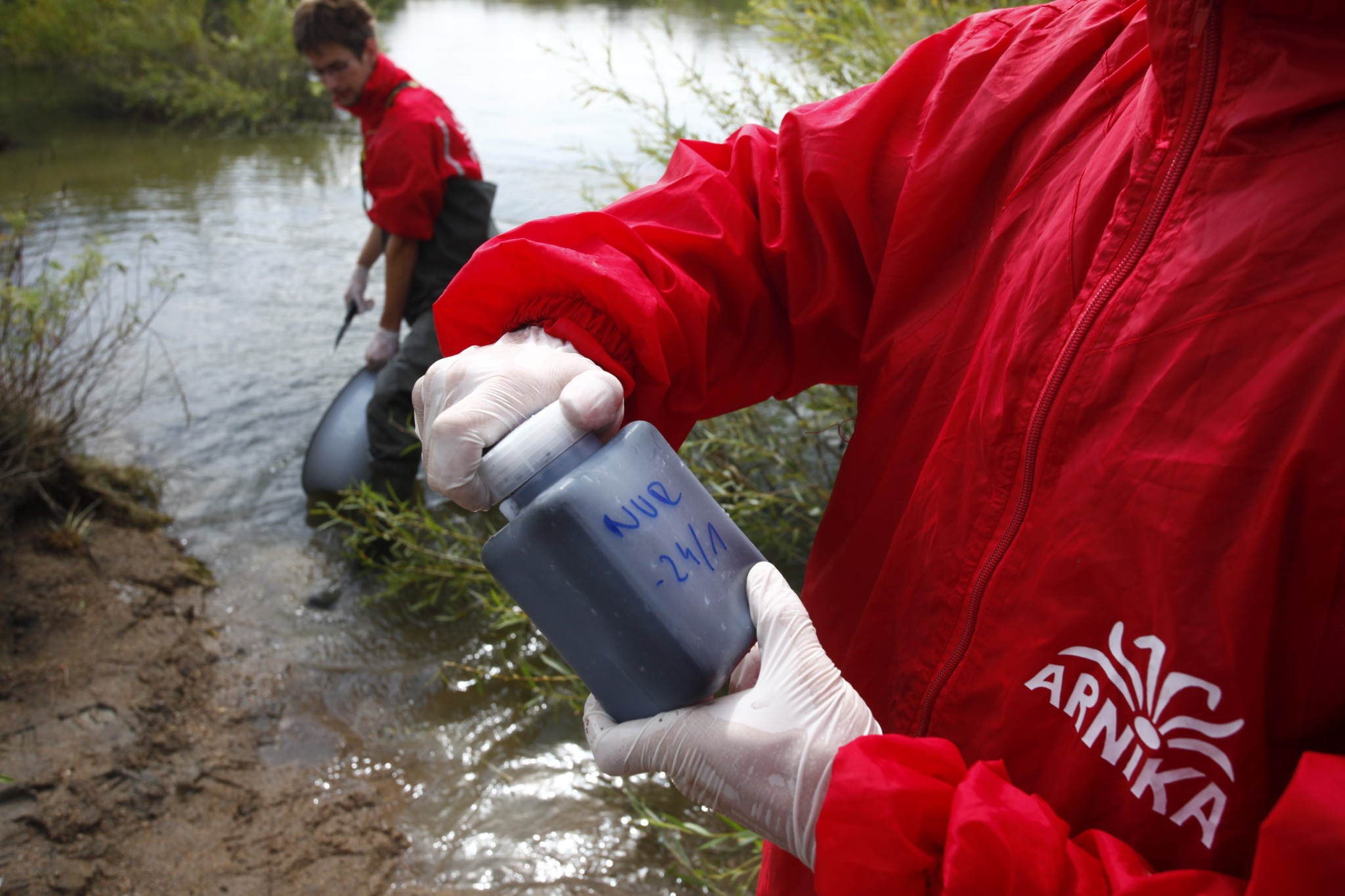
Arnika odebrala v roce 2013 vzorky v kazachstánské řece Nura kontaminované rtutí.

Česká republika Minamatskou úmluvu ratifikovala 19. června 2017 a 16. srpna 2017 tato mezinárodní smlouva vstoupila v platnost. Její text vyšel ve Sbírce mezinárodních smluv 5. září 2017. Český spolek Arnika se společně s Mezinárodní sítí pro eliminaci znečištění (IPEN) zasadil o schválení pokynů pro vyčištění míst kontaminovaných rtutí, ke kterému došlo na třetí schůzce stran Minamatské úmluvy v roce 2019. První návrh takových pokynů byl publikován ve studii o místech kontaminovaných rtutí v Kazachstánu.